# Степанов Микола Вікторович
Степанов Микола Вікторович (нар. 7 жовтня 1964 року) — український та російський письменник-фантаст.

## Біографія
Степанов Микола Вікторович народився 7 жовтня 1964 року в Петровському в Луганській області. У шкільні роки захоплювався авіамоделізмом, що і зумовило вибір подальшої освіти. У 1987 році закінчив Харківський авіаційний інститут. В цей час захоплюється читанням, пише вірші. Улюбленим відпочинком стала риболовля. Отримавши диплом інженера-механіка з виробництва літальних апаратів, за розподілом приїхав до Обнінська, щоб зробити свій внесок у розвиток авіаційно-космічної галузі. Тут Степанов Микола розпочав свою творчу діяльність, пишучи сценарії для КВК рідного підприємства та молодіжних зльотів.
У 2000 році, за співавторства з А. А. Головановим, випустив першу книжку на технічну тематику: «Курс користувача Pro/Engineer2000i». У наступному році вийшло ще дві книги цю ж тему. Це привело до проб пера в жанрі «фентезі». Перші такі спроби успіху не мали: повість була відкинута видавництвом у 2002 році:
На жаль, перша повість з красивою назвою «В полоні в сірої легенди» зазнала фіаско — у видавництві її м'яко забракували. На щастя, мені про це стало відомо занадто пізно — до моменту отримання настільки малоприємної новини вже були написані сім глав продовження. Не кидати ж розпочате? Тим більше що до процесу створення книг вже впритул підключилася вся родина, починаючи з дружини, яка почала безжально правити шматки тексту, які не сподобались, а потім — дочка з питаннями: «А я не зрозуміла, чому …?» І закінчуючи котом, що послужив прототипом всіх описуваних у книзі тварин. В результаті з'явився «Під знаком Дарго»…— Микола Степанов
Письменник одружений, має доньку.

## Творчість
Книги Степанова Миколи Вікторовича написані в жанрі фантастики та «фентезі». Фантастичним бойовиком з елементами наукової фантастики є цикл «Танцюрист». В жанрі «фентезі» створені цикли «Арлангур», «Тінь вогню» та інші:
Жанр, у якому мені найцікавіше працювати — фентезі. Може тому, що в дитинстві дуже любив читати казки. У казковому стилі написані трилогія «Магістр» і роман «Легко!». Дилогію «Арлангур» («Арлангур» і «Сила ізгоїв») віднесли до героїчного фентезі (виявляється, є й такий напрямок у літературі), а дилогія «Танцюрист» стала пробою пера в навколонауковій фантастиці (science fiction плюс трохи містики). Є ще й трилогія «Тінь вогню». Тут знову фентезі й трохи детективу, а ще інтриги, таємниці…— Микола Степанов

## Книги

### Цикл «Магістр»
- Степанов М. Під знаком Дарго. — М. : Армада: «Видавництво Альфа-книга», 2003. — 416 с. — (Фантастичний бойовик) — 6000 прим. — ISBN 5-93556-387-8.
- Степанов М. Магістр. — М. : Армада: «Видавництво Альфа-книга», 2003. — 416 с. — (Фантастичний бойовик) — 13000 прим. — ISBN 5-93556-311-8.
- Степанов М. Магістри п'ятого знака. — М. : Армада: «Видавництво Альфа-книга», 2004. — 416 с. — (Фантастичний бойовик) — 6000 прим. — ISBN 5-93556-433-5.

### Цикл «Танцрист»
- Степанов М. Танцюрист. — М. : Армада: «Видавництво Альфа-книга», 2004. — 412 с. — (Фантастичний бойовик) — 13000 прим. — ISBN 5-93556-345-2.
- Степанов М. Повернення танцюриста. — М. : Армада : «Видавництво Альфа-книга», 2004. — 416 с. — (Фантастичний бойовик) — 13000 прим. — ISBN 5-93556-453 -X.

### Цикл «Арлангур»
- Степанов М. Арлангур. — М. : Армада: «Видавництво Альфа-книга», 2005. — 409 с. — (Фантастичний бойовик) — 13000 прим. — ISBN 5-93556-542-2.
- Степанов М. Сила ізгоїв. — М. : Армада: «Видавництво Альфа-книга», 2005. — 407 с. — (Фантастичний бойовик) — 12000 прим. — ISBN 5-93556-572-2.

### Цикл «Тіні вогню»
- Степанов М. Тінь вогню. — М. : Армада: «Видавництво Альфа-книга», 2006. — 349 с. — (Фантастичний бойовик) — 12000 прим. — ISBN 5-93556-740-7.
- Степанов М. Тінь влади. — М. : Армада: «Видавництво Альфа-книга», 2007. — 409 с. — (Фантастичний бойовик) — 12000 прим. — ISBN 5-93556-838-1.
- Степанов М. Тінь надії. — М. : «Видавництво Альфа-книга», 2007. — 374 с. — (Фантастичний бойовик) — 11000 прим. — ISBN 978-5-93556-965-5.

### Цикл «Змієносець»
- Степанов М. Змієносець. — М. : Армада: «Видавництво Альфа-книга», 2010. — 380 с. — (Фантастичний бойовик) — 11000 прим. — ISBN 978-5-9922-0703-3.
- Степанов М. Зміїний король. — М. : Армада: «Видавництво Альфа-книга», 2011. — 442 с. — (Фантастичний бойовик) — 11000 прим. — ISBN 978-5-9922-0791-0.
- Степанов М. На стику трьох світів. — М. : Армада: «Видавництво Альфа-книга», 2011. — 408 с. — (Фантастичний бойовик) — 15000 прим. — ISBN 978-5-9922-0975-4.

### Цикл «Провідник»
- Степанов М. Провідник. — М. : «Видавництво Альфа-книга», 2008. — 379 с. — (Фантастичний бойовик) — 11000 прим. — ISBN 978-5-9922-0276-2.
- Степанов М. Шлях до трону. — М. : «Видавництво Альфа-книга», 2009. — 315 с. — (Фантастичний бойовик) — 11000 прим. — ISBN 978-5-9922-0440-7.

### Цикл «Семен Зайцев»
- Степанов М. Небезпечна приманка. — М. : Армада: «Видавництво Альфа-книга», 2012. — 376 с. — (Фантастичний бойовик) — 12500 прим. — ISBN 978-5-9922-1040-8.
- Степанов М. З чужого світу. — М. : Армада: «Видавництво Альфа-книга», 2012. — 375 с. — (Фантастичний бойовик) — 11000 прим. — ISBN 978-5-9922-1163-4.

### Поза циклами
- Степанов М. Легко. — М. : Армада: «Видавництво Альфа-книга», 2006. — 377 с. — (Фантастичний бойовик) — 12000 прим. — ISBN 5-93556-647-8.
- Степанов М. Азорінд. — М. : «Видавництво Альфа-книга», 2008. — 411 с. — (Фантастичний бойовик) — 12000 прим. — ISBN 978-5-9922-0210-6.
- Степанов М. Кур'єр. — М. : Армада: «Видавництво Альфа-книга», 2013. — 376 с. — (Магія фентезі) — 8000 прим. — ISBN 978-5-9922-1474-1.